# Христианство и антисемитизм
В истории христианства много примеров как проявлений антисемитских настроений, так и осуждения антисемитизма со стороны деятелей христианства.

## Христианский антисемитизм
Христианский антисемитизм (христианский антииудаизм) рассматривается многими учёными как начало антисемитизма в качестве полноценного социального явления.
В условиях стремления отделить зарождающееся христианство от иудаизма и с целью ограничить «иудаизацию» христианства словесные нападки на евреев и иудаизм стали обычным явлением. Во многих местах коллективно выдвигались прямые провокационные обвинения: евреи — ненавистники человечества или педантичные, злобные законники. Часто сами действия и слова евреев рассматривались как их самообвинения. В то время как дохристианский антисемитизм возник на основе более или менее сознательного негативного восприятия исключительности, своеобразного поведения евреев и других связанных с этим факторов, христианский антисемитизм процветал благодаря идее коллективной ответственности евреев за распятие Иисуса, а также характеристике евреев как презрительных и вечных врагов Христа и, следовательно, всех честных христиан.
Одну из основ антииудаизма христианской литературы составила замена содержания древнееврейских понятий «сын человеческий» и «помазанник», «спаситель» на новозаветные с определениями евангельского толка. Таким образом, Ветхий Завет предоставлял большое число «доказательств» истинности Нового Завета, которыми считаются многочисленные примеры употребления понятий «сын человеческий» и «спаситель» в Пятикнижии, Пророках и Писаниях, что позволяло утверждать «изначальность» евангельских образов, а отказ «окаянных» принять христианство трактовать как «смертный грех», наказанием за который и стало «отверженье жидовьстѣ». Различия в ожиданиях пришествия Спасителя у иудеев и христиан привело к противопоставлению иудейского Машиаха христианскому Мессии. Апокалиптический образ «лжепророка», который гибнет вместе со «зверем багряным», с течением времени трансформировался в образ Антихриста. Эти оппозиции определили противопоставление «бывшего» «избранного Богом» народа «истинно верующим». Выводом стал обвинительный акт против иудеев.
В рамках христианской традиции создавалась специальная литература Adversus Judaeos — против иудеев: выпускались полемические прокламации и памфлеты, доказывающие ошибочность иудаизма и обвиняющие евреев в различных преступлениях. В создании этой литературы принимали участие известнейшие представители христианской церкви как на Востоке, так и на Западе христианского мира. Принципы, заложенные в этой антиеврейской христианской литературе, нашли отражение в политической жизни и повлияли на отношение римских властей к еврейским общинам и на имперское законодательство, касающееся евреев.
Антисемитская полемика, характерная для раннего христианства, и включение полемического материала в христианское богословие имели существенные последствия для будущих иудейско-христианских отношений. Христианство обосновывало свою актуальность в том числе тем, что с точки зрения христиан, послание иудаизма устарело; это демонстрировалось разрушением и слабостью еврейского народа, чему сами христиане могли способствовать при помощи вспышек антисемитского насилия или антиеврейского законодательства. С ростом христианства, резко противостоящего евреям и иудаизму, литературный антисемитизм стал неотъемлемой частью литературы средиземноморско-европейского мира и продолжал оставаться таковым пока западная литература существовала в рамках христианской религии.
Эстетические средства, при помощи которых христианские литературные антисемитские тексты возлагают ответственность за распятие Иисуса на весь еврейский народ, включая прошлые, настоящие и будущие поколения, являются практически постоянными в корпусе текстов, которые были вошли в канон Нового Завета, в проповедях отцов Церкви и в рамках религиозных праздников, которые трансформировались в мистерии и страстные пьесы, достигшие пика популярности в позднем Средневековье и эпоху раннего Возрождения.
По мнению социолога Колетт Гийомен, христианский антииудаизм, в отличие от расового антисемитизма, не исключает евреев полностью, поскольку христианское учение содержит идею о единстве человечества и предлагает евреям спасение через обращение. Жанна Фавре-Саада отмечала, что этому противоречит политика церквей, их конкретные действия в отношении евреев и заявления священнослужителей — во времена l’age de la foi, но особенно в XIX и XX веках; христианство не может быть сведено к наиболее официальному изложению своего учения, и часто сама религиозная власть противоречит учению.
Христианский антисемитизм оказал глубокое влияние на последующие разновидности антисемитизма вплоть до современных. Так, широкое распространение антисемитского законодательства и почти повсеместное соучастие неевреев в актах уничтожения евреев нацистами необъяснимы без учёта масштабного многовекового явления христианского антисемитизма.
Сроки конца света в христианстве не определены, в связи с чем всегда находились те, кто пытался найти видимые и невидимые знаки приближения Апокалипсиса. В религиозной среде Средневековья выбор виновников был небольшим, подозрения обычно падали на иудеев. Изначальный христианский антииудаизм — идея «греха иудеев» переносится на тематику конца света и трансформируется в аргумент финальной космической драмы, соединяясь с образом антихриста и «колена Данова». На протяжении многих веков, темы ожидания антихриста и его связи с евреями вспыхивали, обычно независимо друг от друга, в периоды наибольшего социального напряжения, на исторических переломах, однако христианская эсхатологическая мысль и литургическая рутинная повседневность обычно обходились без этих двух элементов.

## Преодоление антисемитизма
Только в XVII веке в пуританских и некоторых кальвинистских и пиетистских кругах стало формироваться новое отношение к евреям. Эта трансформация дала новый стимул для миссионерской деятельности, поскольку евреи, при положительном отношении к ним, стали восприниматься в качестве «благородного народа» Ветхого Завета, который в надлежащее время «достигнет совершенства Нового Завета».
После того, как антисемитские тенденции достигли полного развития и нашли свое окончательное выражение в событиях XX века, некоторые христианские круги подвергли пересмотру свои позиции. Возникло представление, что антисемитизм в фундаментальном смысле обладает также антихристианской природой и даже в антихристианском (нацистском, советском и др.) антисемитизме присутствует доля вины христианства. По этой причине многие современные христианские мыслители предпринимали попытки переосмыслить концепцию христианства в качестве истинного осуществления обетования библейского Израиля так, чтобы она не входила в противоречие с легитимностью существования еврейского народа, не умаляла его достоинства и в то же время не подрывала основные христианские положения. Они пытались изменить традиционное антиеврейское представление о послебиблейском иудаизме как о мёртвом или закоснелом, лишённом духовной жизни и динамизма. Многими христианами переосмысливается отношение к иудаизму в узкорелигиозном аспекте, — к иудаизму как к вероисповеданию. Они и не понимают, как оценивать такие «светские» еврейские явления, такие как сионизм и современное Государство Израиль. Христианский мир не преодолел двойственности, которая исходит из связи с иудаизмом и отличия от него.
Перемена в отношении христиан к иудаизму более характерна в плане западного христианства — католицизма и протестантизма, но не восточных церквей. Православные и другие восточные христианские церкви являются более консервативными, их богословские труды и литургия и в настоящее время сохраняют антиеврейские идеи.
Католики и протестанты «сняли» с иудеев «вину» за распятье Христа и исключили любые антиудейские намёки из своих богослужебных текстов, тогда как в русском православии ситуация остаётся неоднозначной. В марте 1993 года в Афинах состоялась встреча православных священнослужителей с раввинами, на которой обсуждался вопрос антииудейских материалов в литургических текстах православной церкви. Это событие вызвало резкую негативную реакцию у православных фундаменталистов, которые увидели в этом святотатство и признак апостасии.
После Второй мировой войны христианские церкви осудили использование нацистами произведений Иоанна Златоуста, объяснив его слова ссылкой на исторический контекст. Вальтер Лакер отмечает, что в IV веке общий дискурс был жестоким и агрессивным и что в то время, когда христианская церковь боролась за выживание и признание, милосердие и прощение не были востребованы.

## Современные позиции церквей

### Католическая церковь
Осуждение антисемитизма содержалось в энциклике римского папы Пия XI («Mit brennender Sorge», 1937) и ещё ранее в документе, опубликованном Ватиканом в 1928 году.
Официальное отношение Католической Церкви к евреям и иудаизму изменилось, начиная с периода понтификата Иоанна XXIII (1958—1963). Иоанн XXIII был инициатором официальной переоценки отношения католической церкви к евреям. В 1959 г. папа распорядился, чтобы из читаемой в Страстную пятницу молитвы были исключены антиеврейские элементы (например, выражение «коварные» применительно к евреям). В 1960 г. Иоанн XXIII назначил комиссию кардиналов для подготовки декларации об отношении церкви к евреям.
Перед своей смертью (1960) он также составил покаянную молитву, которую назвал «Акт раскаяния»:
«Мы сознаём теперь, что многие века были слепы, что не видели красоты избранного Тобой народа, не узнавали в нём наших братьев. Мы понимаем, что клеймо Каина стоит на наших лбах. На протяжении веков наш брат Авель лежал в крови, которую мы проливали, источал слёзы, которые мы вызывали, забывая о Твоей любви. Прости нас за то, что мы проклинали евреев. Прости нас за то, что мы второй раз распяли Тебя в их лице. Мы не ведали, что творили»
Во время правления следующего папы — Павла VI — были приняты исторические решения Второго Ватиканского собора (1962—1965). Собором была принята Декларация «Nostra Ætate» («В наше время»), подготовленная при Иоанне XXIII, авторитет которого сыграл в этом существенную роль. Декларация рассматривает отношение католической церкви к нехристианским религиям и одна из её тем касалась пересмотра отношения католической церкви к евреям.
Впервые в истории появился родившийся в самом центре христианского мира документ, снимавший с евреев многовековое обвинение в коллективной ответственности за смерть Иисуса. Хотя «еврейские власти и те, кто следовали за ними, требовали смерти Христа», — отмечалось в Декларации, — в Страстях Христовых нельзя видеть вину всех евреев без исключения — как живших в те времена, так и живущих сегодня, ибо, «хотя Церковь — это новый народ Божий, евреев нельзя представлять отвергнутыми или проклятыми».

Также впервые в истории официальный документ Церкви содержал ясное и недвусмысленное осуждение антисемитизма.
«…Церковь, осуждающая все гонения на каких бы то ни было людей, памятуя об общем с иудеями наследии, и движимая не политическими соображениями, но духовной любовью по Евангелию, сожалеет о ненависти, о гонениях и всех проявлениях антисемитизма, которые когда бы то ни было и кем бы то ни было направлялись против евреев»
За период понтификата Папы Иоанна Павла II (1978—2005) изменились некоторые литургические тексты: из отдельных церковных чинопоследований были удалены выражения, направленные против иудаизма и евреев (оставлены лишь молитвы за обращение иудеев ко Христу), а также отменены антисемитские решения целого ряда средневековых соборов.
Иоанн Павел II стал первым Папой в истории, переступившим порог православной и протестантской церквей, мечети и синагоги. Он стал также первым Папой в истории, попросившим прощения у всех конфессий за злодеяния, когда-либо совершённые членами Католической церкви.
В октябре 1985 года в Риме состоялась встреча Международного комитета по связи между католиками и евреями, посвященная 20-летию Декларации «Nostra ætate». В ходе встречи прошла также дискуссия по поводу нового ватиканского документа «Замечания о правильном способе представления евреев и иудаизма в проповедях и катехизисе римско-католической церкви». Впервые в документе такого рода было упомянуто государство Израиль, говорилось о Катастрофе европейского еврейства, признавалось духовное значение иудаизма в наши дни и приводились конкретные указания, как толковать новозаветные тексты, не делая антисемитских выводов.
Спустя полгода, в апреле 1986 года, Иоанн Павел II первым из всех католических иерархов посетил римскую синагогу. Он назвал евреев «старшими братьями». Посещая десятки городов мира с апостольскими визитами, Иоанн Павел II никогда не забывал обращаться с приветствиями к еврейским общинам. Говоря о страданиях евреев во время Холокоста, он всегда называл этот геноцид ивритским словом «Шоа».
Аналогично вели себя и другие высокопоставленные клирики Ватикана. В 1990 году президент комиссии по религиозным отношениям с евреями архиепископ (позднее кардинал) Э. Кессиди заявил: «То, что антисемитизм нашёл место в христианской мысли и практике, требует от нас акта Тшува [„раскаяния“]».
В 2000 году Иоанн Павел II нанёс исторический визит в Израиль. Он посетил Мемориал Катастрофы и героизма Яд ва-Шем и помолился у Стены Плача, после чего принёс покаяние перед еврейским народом.

### Православная церковь
Русская православная церковь принимала участие в деятельности Всемирного совета церквей, в частности, его комиссии «Церковь и еврейский народ», в работе международных конференций: в Москве были проведены две международные конференции представителей христианских церквей и нехристианских мировых религий, где официальные представители Московской Патриархии выступали с решительным осуждением милитаризма, расизма и антисемитизма.
По мнению политолога Вячеслава Лихачёва, в Русской православной церкви доминирует консерватизм и сопротивление религиозным новациям. В связи с этим ревизия доктрины негативного отношения к евреям, которая была проведена в католической и протестантской церквях, затруднена. Основным выразителем этой традиции был Иоанн (Снычёв), митрополит Санкт-Петербургский и Ладожский. «Еврейский вопрос» относится к темам, которые консерваторы акцентируют во внутрицерковной полемике, обвиняя евреев, принимающих православие в попытке развала церкви изнутри, критикуя церковных либералов как наёмников евреев, а высших иерархов за любые попытки диалога с иудаизмом и тем более экуменические высказывания. В РПЦ существует течение меньшинства, представители которого утверждают, что подлинное христианство несовместимо с антисемитизмом.
13 ноября 1991 года Патриарх Московский и всея Руси Алексий II на встрече с раввинами в Нью-Йорке процитировал обращение к евреям, сделанное в начале XX века архиепископом Николаем (Зиоровым):

Еврейский народ близок нам по вере. Ваш закон — это наш закон, ваши пророки — это наши пророки. Десять заповедей Моисея обязывают христиан, как и евреев. Мы желаем всегда жить с вами в мире и согласии, чтобы никаких недоразумений, вражды и ненависти не было между нами
Данное обращение было подвергнуто жёсткой критике как со стороны представителей Евроазиатского Еврейский конгресса, так и со стороны «Духовной оппозиции».
19 апреля 2008 года группа из 12 священников из пяти православных церквей (Русской, Греческой, Украинской, Грузинской и Константинопольской) выпустила обращение с призывом пересмотреть давние богословские позиции по отношению к евреям и государству Израиль и удалить антисемитские места из богослужений, особенно пасхальных, где ненависть к евреям выражается особенно ярко.
Современный израильский раввин Адин Штейнзальц: «Я считаю, что в России антисемитизм растет „сверху“, а не „снизу“. Все его значимые волны по разным причинам создавались властями. Так было во времена погромов 1895 года. Что-то видоизменилось, но, по сути, продолжилось во времена существования организации „Память“, которая была не народным движением, а была создана властями. Как это ни странно прозвучит, но в России источниками антисемитизма остаются церковь и христианская теология. Но, видимо, для большинства русских и тех, кто посещает церковь, это скорее приключение, впечатление, нежели образование. Людей, придерживающихся православной теологии, несравнимо меньше людей, посещающих церковь. Поэтому влияние фактора антисемитизма сегодня не очень значимо».
Размышляя о канонических определениях, запрещающих христианам молиться в синагоге, поститься с иудеями, праздновать с ними субботу и др., Патриарх Сербский Павел пишет:

«В этих определениях под обозначением „иудеи“ в виду имеется не народ, а вероисповедание, и нам должно быть ясно, что здесь речь идет не о каком-то расизме, не об антисемитизме, совершенно чуждом христианству и Православию. Это определённо подтверждается и тем фактом, что обычно каноны, содержащие для верующих запреты по отношению к иудеям, то же самое запрещают и по отношению к язычникам, без разницы, к какому народу они принадлежат, равно как и по отношению к христианским еретикам и схизматикам».— Патриарх Сербский Павел. «Уясним некоторые вопросы нашей веры»